# 東京都立山崎高等学校
東京都立山崎高等学校（とうきょうとりつ やまさきこうとうがっこう）は東京都町田市山崎町にある都立高等学校。通称は「山高」（やまこう）。

## 概要
町田市内に存在する7つの都立高校のうちの一つであり、町田市の地理的な中央部に位置する。校章は、校訓である高志、敬愛、協働、克己4つを示すようにケヤキのは4枚で示されている。また校訓は、校歌にも使用されている。山崎町（やまざきまち）にあるが学校の正式名称は「やまさき」であり濁らない。なお、最寄のバス停の一つ「山崎高校入口」は「やまざきこうこういりぐち」とアナウンスされる。
通学時間はJR町田駅からバスと徒歩で25分程度、JR古淵駅からは同じく20分程度である。なお、神奈川中央交通のバス停留所「町田バスセンター」からは、通学に使えるバスが平日の朝7時台で10本も出ており（2016年5月現在）、意外に利便性が良い。
設立当初は「いわゆる【非進学校】における生徒の無気力状態」打破を掲げ、「体育祭と文化祭を土日に同時開催」「イベントをできるだけ省略」という風潮にあらがうがごとく、行事をモチベーション強化に活用。体育祭では「誕生月で春夏秋冬と４チームに分け、その核に応援団を据えて積極的に支援」し、文化祭では「模擬店審査」「バンド審査」などの（単なる内輪受け）ではなく、結果を求める姿勢を貫いた。その取り組みは生徒の活気と近隣の受験生の人気を呼び、開校から数年間に渡って中位以下の偏差値高校内において高志願倍率を維持した。この取り組みは「行事の山高」として教育関係者の注目を浴びた。
開校から30年が経過し、現在は町田市中央地域の高校としての側面が強い。近年ではキャリア教育や体験学習に力を入れており、進学多様校として様々な取り組みがなされている。

## 沿革
- 1982年（昭和57年）
  - 11月1日 - 東京都立野津田高等学校に開設事務所設置
  - 12月22日 - 東京都立山崎高等学校設置される
- 1983年（昭和58年）
  - 1月8日 - 教育目標、校章および制服制定
  - 2月24日 - 第1回入学選抜学力検査
  - 3月5日 - バッジ完成
  - 4月1日 - 開校
  - 4月5日 - 校旗完成
  - 4月8日 - 第1回入学式
- 1984年（昭和59年）10月27日 - 開校記念式典
- 1986年（昭和61年）3月12日 - 第1回卒業証書授与式
- 1992年（平成4年）10月31日 - 創立10周年記念式典
- 2002年（平成14年）11月23日 - 創立20周年記念式典
- 2012年（平成24年）11月10日 - 創立30周年記念式典
- 2018年（平成30年）4月1日 - 都教育委員会よりスポーツ特別強化校、アクティブ・ラーニング推進校、オリンピック・パラリンピック教育アワード校の指定を受ける
- 2019年（令和元年）4月1日 - 都教育委員会より地域密着型教育活動推進校の指定を受ける
- 2020年（令和2年）12月10日 - 東京家政学院大学との高大教育連携協定を締結

## 特色
- 6月の体育祭と9月の文化祭が有名。（2014年の来場者約1300名）
- 山高体操という独自の体操がある。

## 学校行事
体育祭例年6月上旬に開催される。体育祭では、春、夏、秋、冬と4つの団に誕生月で分かれ、争われる。
文化祭9月に実施される
マラソン大会冬に実施され、男子10km、女子6km走る。

## 部活動

### 運動系
- アーチェリー部 - 練習は山崎高校駐車場で実施。

　　全国大会、国体に出場し優秀な成績を収めている強豪校として有名である。
- 剣道部 : 剣道場を1面有する。
- 硬式テニス部 - 専用のテニスコートを有する（3面）。
- サッカー部
- 柔道部 : 柔道場を1面有する。
- 水泳部 : 町田市内の大会で上位の成績を収めている。
- 女子ソフトボール部
- 体操部 : 柔道場を一面有する。多数器具もあり。
- 卓球部
- ハンドボール部
- バドミントン部
- 男子・女子バスケットボール部
- 男子・女子バレーボール部
- 陸上部
- 野球部
- ダンス部 : 全国大会などに出場

### 文化系
- 演劇部
- フラワーアレンジメント部
- 茶道部 : 専用のお茶室を有する。（フラワーアレンジメント部と共同使用）
- 美術部
- 漫画研究部
- 機械研究部
- 吹奏楽部
- ESS（同好会）

## 部活動などの記録・実績
- 1984年 - 第2回全国高等学校クイズ選手権 全国大会出場
- 1988年 - 全国選抜大会東京地区大会 3位（男子バレー部）
- 1989年 - 関東高等学校男子バレーボール大会 16位（男子バレー部）
- 2001年 - 石垣島トライアスロン大会 4位（楠 里紗さん）
- 2002年 - 第2回全国高等学校ファッションデザイン選手権大会 準優勝（オデコリアンチーム）
- 2002年 - 第8回日本トライアスロン選手権 東京港大会 15位（楠 里紗さん）
- 2012年 - インターハイ出場（アーチェリー部）

## 交通
- 小田急線・JR横浜線町田駅よりバス（町33・町66 ）「山崎高校入口」下車 徒歩3分
- 町田駅・古淵駅よりバス（町24・町15・古02）で「北二号」下車、徒歩3分

## 主な出身者
- 泰岡顕治 慶応義塾大学教授 (1期生)
- 渡辺潤　漫画家（『代紋TAKE2』週刊ヤングマガジン）　（2期生）
- 宮本浩次　作曲家兼歌手　（渡辺美里に楽曲提供「キャッチボール」など他3曲）（3期生）
- 北村雅季　神戸大学大学院工学研究科教授（5期生）
- 大竹奈美　元サッカー日本女子代表FW(なでしこジャパン）、スポーツコメンテーター（8期生）
- 大久保宙 パーカッショニスト&ドラマー（9期生）
- 佐々木良[1]　キンモクセイギター&コーラス（10期生）
- 佐藤満春　お笑い芸人　どきどきキャンプ（11期生）
- 星大輔　東京都議会議員　元町田市議会議員、元サッカー選手（FC町田ゼルビア（J2））（14期生）
- 橘公司　ライトノベル作家　(20期生）
- 小浜里砂　歌手（24期生）
- けみお タレント（29期生）
- 藤田譲瑠チマ - サッカー選手、U-23日本代表